# Leonardo Marini (cestista)
Leonardo Marini (Padova, 18 settembre 1995) è un cestista italiano.